# Batman: The Video Game (jeu vidéo, 1990)
Pour les articles homonymes, voir Batman (homonymie) et Batman: The Video Game.
Batman: The Video Game (ou Batman) en Amérique du Nord, est un jeu vidéo de type beat them all développé et édité par Sunsoft sur Mega Drive en 1990. Il s'agit d'un jeu basé sur le film Batman de Tim Burton. Il existe une version de type labyrinthe sur PC Engine sortie la même année.
Suivant fidèlement la trame du film, il alterne séquences de plates-formes, de combat, mais aussi de Shoot them up aux commandes de la Batmobile et du Batwing. Ennemis, boss et gadgets sont eux aussi presque tous directement issus du film.